# ヴェルンドの歌

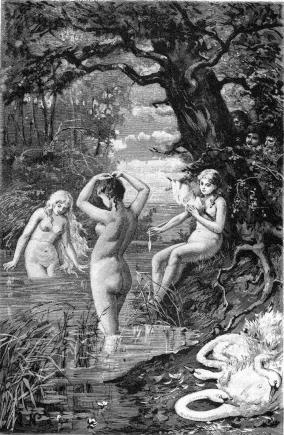
ヴェルンドと2人の兄弟が白鳥乙女の水浴を見ている。イェニー・ニュストレム画、1893年。

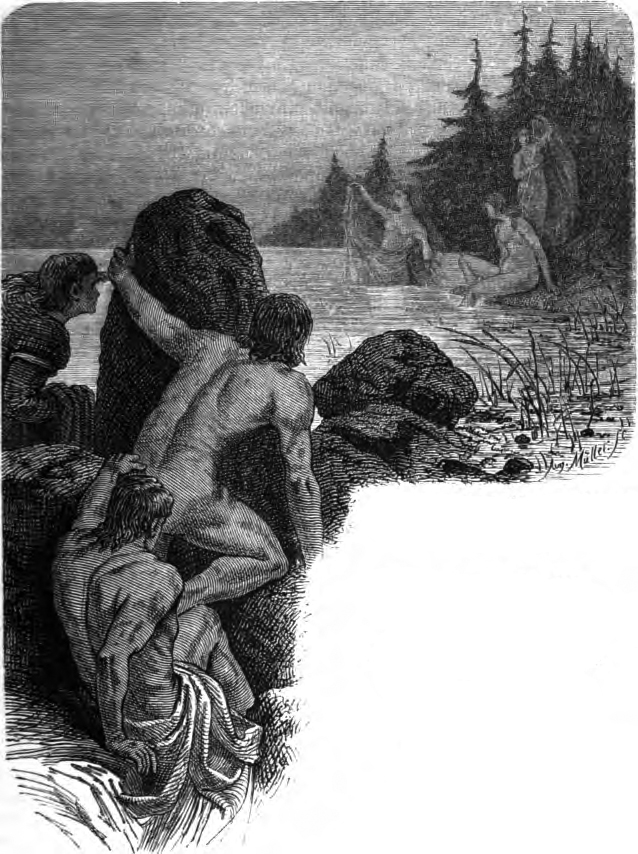
覗き見る3人の鍛冶の若者。後に彼らは3人のヴァルキュリャの乙女と結婚する。フリードリヒ・ハイネ画、1882年。

「ヴェルンドの歌」（Völundarkviða より正確には Vǫlundarkviða） は、古エッダの神話的な詩のひとつである。

## あらすじ
この詩は職人のヴェルンドの物語と関連しており、詩の中で彼は「妖精（アールヴ）の王子（vísi álfa）」あるいは「妖精のリーダー（álfa ljóði）」と呼ばれる。ヴェルンドはまた、フィンの王の3人の息子のひとりであると言及される。彼の妻ヘルヴォル・アルヴィトはヴァルキュリャで、9年後夫を捨て去り、その後ヴェルンドは、彼の黄金に目が眩んだニャーラル（スウェーデン）の小王ニーズスに捕らえられる。ヴェルンドは膝の腱を切られ、島にある王のための品を制作する工房へ入れられる。最終的にヴェルンドは逃げる方法を見つけ、ニーズスの息子を殺し、娘を妊娠させ、笑いながら飛び去る。
「ヴェルンドの歌」は、生き生きした描写を呼び起こすことに真価を認められる。

| In the night went men, in studded corslets, their shields glistened in the waning moon. 「ヴェルンドの歌」第6スタンザ、ソープ訳。 | 鋲打たれた甲冑の 男どもは夜を行く 欠けゆく月に 彼らの盾が輝いた |  |

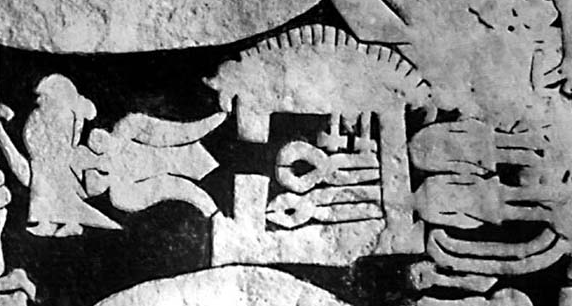
中央にヴェルンド、左にニーズスの娘、そしてニーズスの死んだ息子たちがヴェルンドの右側に配されている。ヴェルンドはタカの羽根で飛び去る姿のようにも見える。（アードレの絵画石碑）

ヴェルンドの神話は、ゲルマン族のひとびとの間に広く知られていたようである。この物語は『シズレクのサガ（ヴェーレントの話）』とも関連しており、古英語詩「デオールの嘆き」の中でも言及されている。また、7世紀のアングロ・サクソン族のフランクスの小箱のパネルの1つと、ゴトランド島にある8世紀のアードレの絵画石碑VIIIに描かれている。
この詩は王の写本の神話詩の中に完全に保存されているほか、散文による序詞がAM 748 I 4to断片にも見られる。

### 英訳
- Völundarkvitha ヘンリー・アダムズ・ベロウズによる英訳と解説。
- Bellows' translation with facing page Old Norse text
- Translation ベンジャミン・ソープによる英訳。
- Völundarkviða W・H・オーデン、P. B. Taylorによる英訳。

### 古ノルド語版
- Völundarkviða ソーフス・ブッゲによる写本のテキストに基づく版。
- Völundarkviða Guðni Jónsson（英語版）による綴り字を標準化した版。